# IC 4886
IC 4886 هو اصطدام مجري، يقع في كوكبة المرقب (كوكبة)￼￼، يقدر بعده عن مجرة درب التبانة بنحو 568 مليون سنة ضوئية ويقدر قطره بحوالي 240 ألف سنة ضوئية.

## روابط خارجية
- IC 4886 على موقع ويكي سكاي: DSS2, SDSS, GALEX, IRAS, Hydrogen α, X-Ray, Astrophoto, Sky Map, Articles and images